# Прилепско българско духовно училище
Прилепското българско духовно училище (семинария) е основано в 1884 година. Отваря врати за учебната 1884/1885 година, когато в него учат около 50 ученици, дошли от цяла Македония и Одринско. За тях към семинарията е създаден и пансион.
Обучението на семинаристите се провежда в българското мъжко класно училище, на горния му етаж. Пансионът е настанен в къщата на Тоше Тенекеджията.
Директор на училището е протойерей Петър Ненков от Котел, преподаватели са също Костадин Самарджиев от Мехомия и Сава Доброплодни от Сливен. Учителските съвети съгласуват дейността на учителите от свещеническото и мъжкото класно училище: класните учители преподават светски предмети и в семинарията, а учителите от семинарията преподават духовните предмети на класните ученици.
Поради клевети и протести на гръцката патриаршия пред турските власти семинарията в Прилеп е закрита през 1885 година и слята с Одринското българско свещеническо училище. Прилепчани създават народна песен, разказваща тези събития:
| Се ска́рале гѫрци, бу̀гари, Гѫрци мѝ се о́давници Одавници и за́висници, Завидоя на бу̀гарите, Що отвория семенария. На́пре о́ди Гика юдата, И по него На́ум Дамоски, И по не́го Гѝцо Ма́джароски, Отидоя на ка́ймакамъ, | За да ка́жа, оти бу̀гарите Отвория се́менария. Ай бре, кузумъ, ке за́твориме семенарията На бу̀гарин не даваме гла́а да крени. Не е, а́га семенария, Ту́ку е ку̀йка за ку̀мити, За да ра́стуратъ це́ло царство. Ай со́здраве чорбаджиларъ, Га́йле не бе́рете, Бу̀гарите не́ма да има́тъ семенари. |